# 푸충 (바둑 기사)
푸충(중국어: 付冲, 병음: Fu Chong, 한자음: 부충, 1988년 6월 8일 ~ )은 중화인민공화국의 바둑 기사이다. 베이징시 출신으로 중국기원 소속의 6단이다.

## 경력
중국 베이징시에서 태어났다. 2000년 프로 바둑에 입단했고, 2004년, 2006년부터 2009년까지 갑조리그에 윈난팀으로 참가했다. 2008년 전국바둑개인전 남자 갑조에서 준우승을 차지했고, 2010년 제23회 명인전 본선에 진출했다. 2012년 6단으로 승단했다.